# 艾蘭斯角
71°28′S 169°31′E / 71.467°S 169.517°E
艾蘭斯角是南極洲的海岬，位於維多利亞地的彭內爾海岸，處於羅伯特森灣西岸，是貝爾格灣和里萊灣的分界點，由英國探險隊繪入地圖。